# 里德格拉本河 (沃爾尼茨河支流)
48°53′31″N 10°37′06″E / 48.89205°N 10.61847°E
里德格拉本河是德國的河流，位於該國東南部，由巴伐利亞負責管轄，屬於沃爾尼茨河的左支流，河道全長9公里，流域面積8.3平方公里，發源自波爾辛根東南側。